# بلو اویستر کالت
بلو اویستر کالت (به انگلیسی: Blue Öyster Cult) یک گروه راک آمریکایی است که در سال ۱۹۶۷ در لانگ آیلند نیویورک بنیان گذاشته شد و تا به امروز هم‌چنان فعال است. آن‌ها یکی از گروه‌های مهم و تأثیرگذار بر شکل‌گیری موسیقی هوی متال به‌شمار می‌آیند. وبگاه آل میوزیک از بلو اویستر کالت باعنوان «مغز متفکر هوی متال» یاد کرده‌است.
از آثار معروف آن‌ها می‌توان از آهنگ‌های «(نترس) فرشته مرگ»، «آسترونومی»، «مشتعل برای تو» و «گودزیلا» نام برد. آلبوم‌های بلو اویستر کالت تا به امروز بیش از ۱۴ میلیون نسخه در تمام دنیا فروش داشته‌است.
نام «بلو اویستر کالت» (به معنی فرقهٔ صدف آبی) برگرفته از یکی از اشعار سندی پرلمن (تهیه‌کننده و ترانه‌سرای گروه) است و اشاره به گروهی از بیگانگان دارد که با هدف هدایت و تعالی نژاد بشر به زمین می‌آیند.